# Calyptrochaeta lucida
Calyptrochaeta lucida är en bladmossart som beskrevs av O'shea 2002. Calyptrochaeta lucida ingår i släktet Calyptrochaeta och familjen Hookeriaceae. Inga underarter finns listade i Catalogue of Life.